# Rydssjön (Strängsereds socken, Västergötland)
Rydssjön är en sjö i Ulricehamns kommun i Västergötland och ingår i Ätrans huvudavrinningsområde. Sjön är 2,6 meter djup, har en yta på 0,316 kvadratkilometer och befinner sig 292 meter över havet. Sjön avvattnas av vattendraget Assman (Jälmån).

## Delavrinningsområde
Rydssjön ingår i det delavrinningsområde (639799-136790) som SMHI kallar för Ovan Gunntorpaån. Avrinningsområdets medelhöjd är 307 meter över havet och ytan är 56,38 kvadratkilometer. Det finns ett delavrinningsområde uppströms, och räknas det in blir den ackumulerade arean 62,47 kvadratkilometer. Assman (Jälmån) som avvattnar avrinningsområdet har biflödesordning 2, vilket innebär att vattnet flödar genom totalt 2 vattendrag innan det når havet efter 155 kilometer. Avrinningsområdet består mestadels av skog (67 %) och sankmarker (14 %). Avrinningsområdet har 0,5 kvadratkilometer vattenytor vilket ger det en sjöprocent på 0,9 %.